# Егорьевка (Омская область)
Егорьевка — деревня в Кормиловском районе Омской области России. В составе Алексеевского сельского поселения.

## История
Основана в 1897 г. В 1928 г. состояла из 108 хозяйств, основное население — немцы. В составе Фабричного сельсовета Корниловского района Омского округа Сибирского края.

## Население
| 2010 |
| ---- |
| 64   |